# Eraldo Monzeglio
Eraldo Monzeglio (født 5. juni 1906, død 3. november 1981) var en italiensk fodboldspiller (forsvarer) og senere -træner.
Monzeglio blev verdensmester med Italiens landshold ved både VM 1934 på hjemmebane, og ved VM 1938 i Frankrig. Han spillede fire kampe ved 1934-slutrunden, og en enkelt i 1938-slutrunden. I alt nåede han at spille 36 kampe for landsholdet.
På klubplan repræsenterede Monzeglio blandt andet Bologna og AS Roma, og vandt det italienske mesterskab med førstnævnte i 1929.
Efter at have indstillet sin aktive karriere var Monzeglio i en årrække træner, blandt andet for Napoli, Sampdoria og Juventus.